# Croisée du transept
Pour les articles homonymes, voir Croisée et Fenêtre.
En architecture, la croisée du transept, parfois appelée intertransept, est la partie du plan d'une église située à l'intersection du transept et du vaisseau principal de la nef.
La croisée des grandes églises de l'architecture romane, et aussi de l'architecture gothique en Normandie et en Angleterre, est fréquemment surmontée d'une tour-lanterne.

Croisée du transept (en rose).
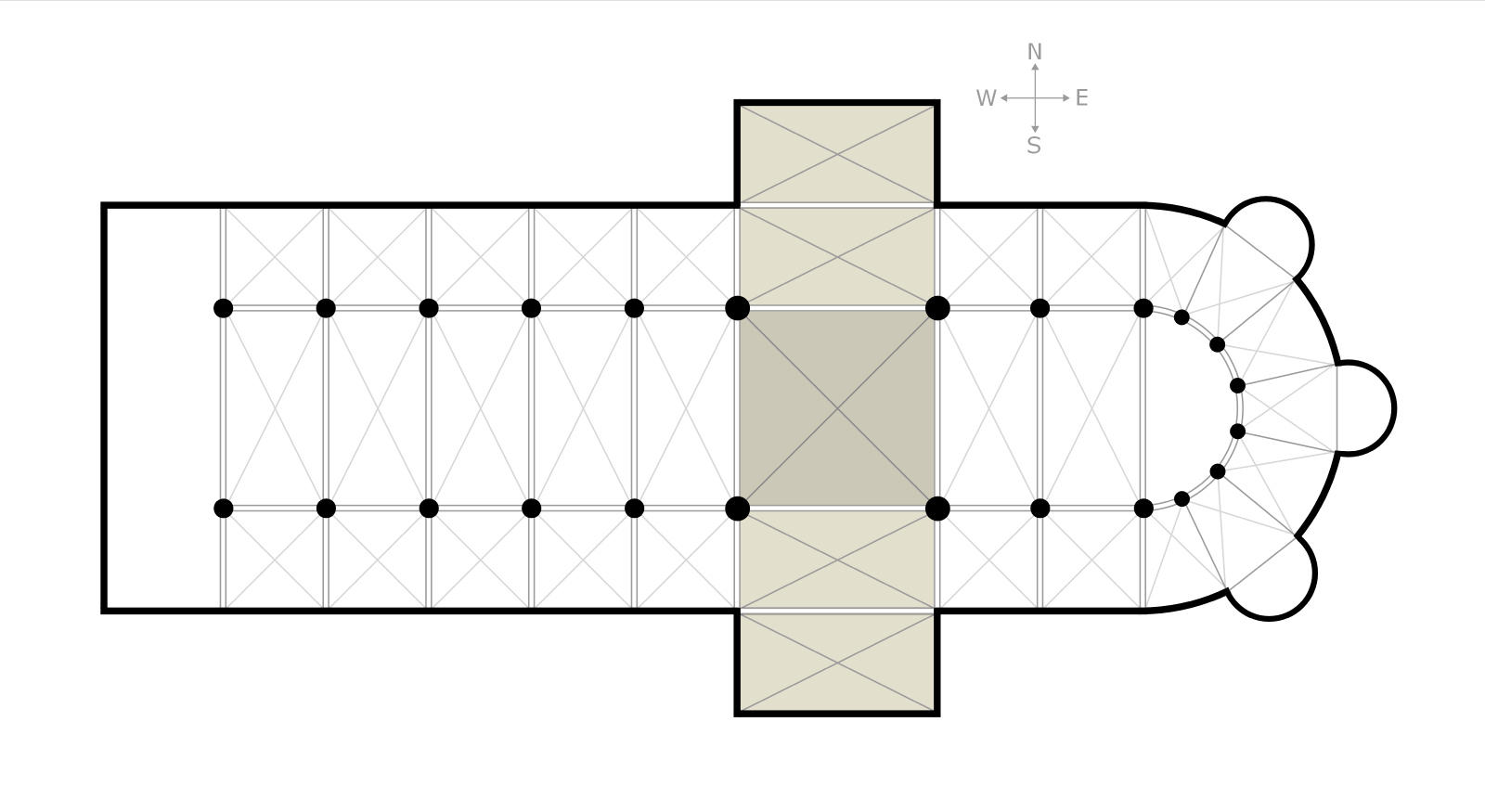
Plan type d'église avec son transept, composé de la croisée (gris foncé) et de deux croisillons (gris clair).

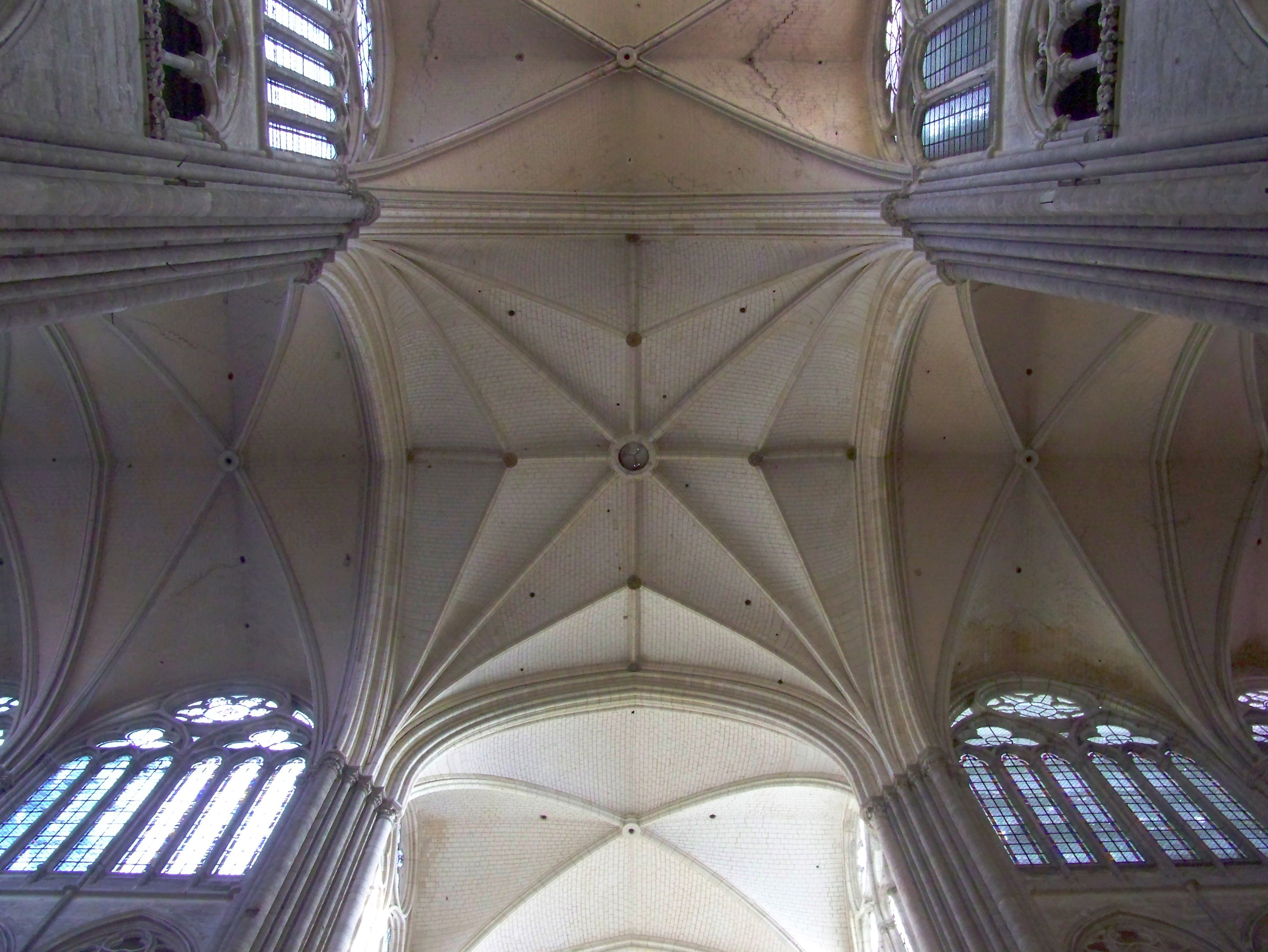
Voûtes de la croisée du transept de la cathédrale Notre-Dame d'Amiens
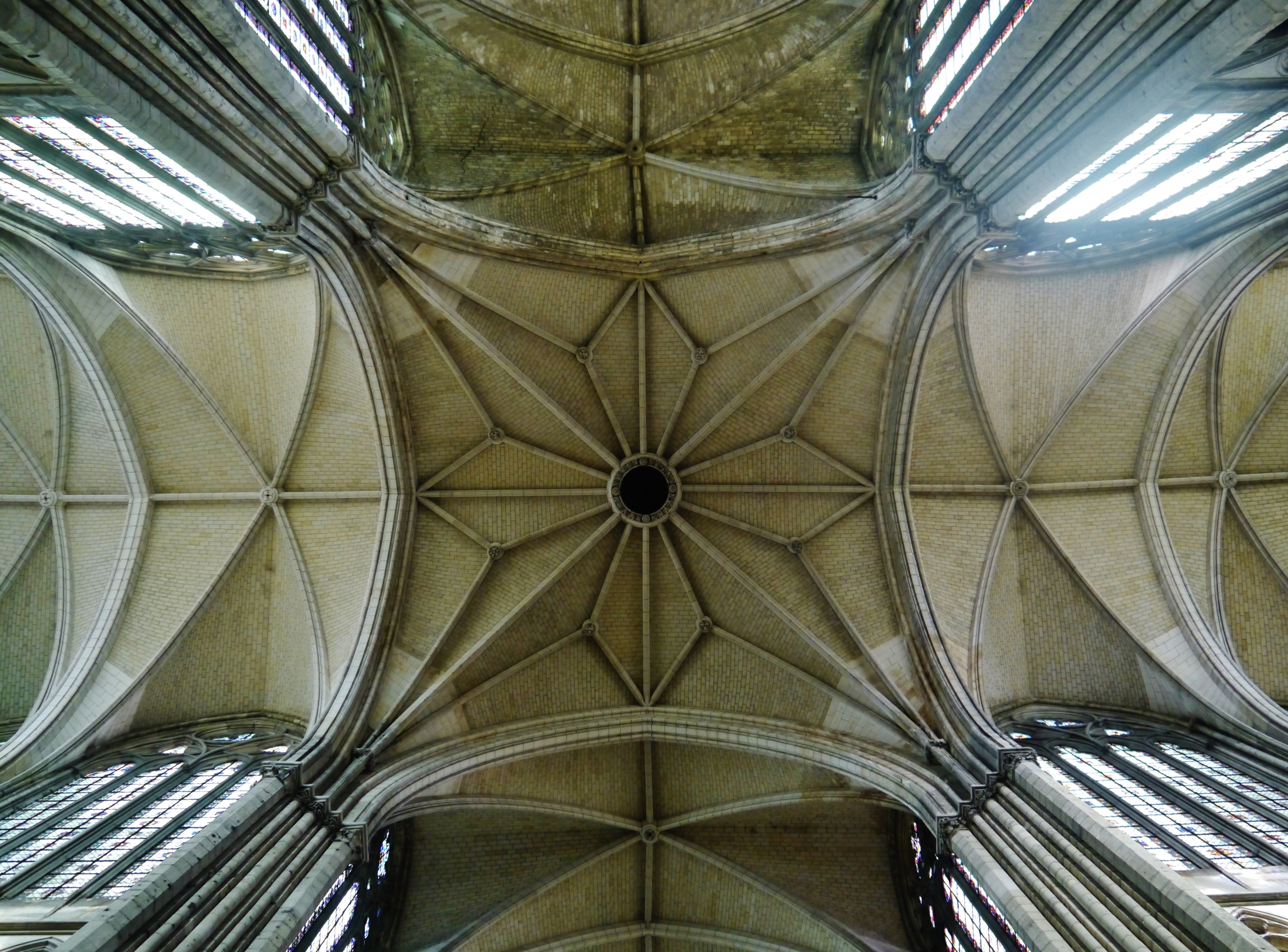
Voûtes de la croisée du grand transept de la basilique de Saint-Quentin.
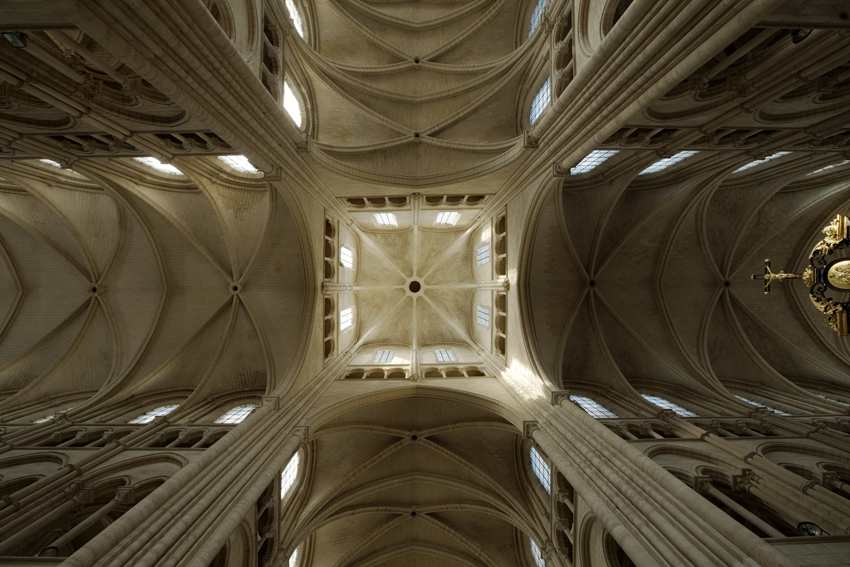
Voûtes de la croisée du transept de la cathédrale Notre-Dame de Laon surmontée d'une tour-lanterne.

On parle de fausse croisée du transept lorsque l'église n'a pas à proprement parler de transept : pas de nef latérale mais une organisation qui s'y apparente, et souvent une tour-lanterne.